# Piscina a sfioro
La piscina a sfioro, chiamata anche piscina infinita o piscina a sfioro infinito, è una piscina in cui l'acqua scorre verso uno o più bordi ribassati, producendo l'effetto ottico di nuotare in una vasca senza confini, poiché l'acqua sembra fondersi con il cielo oppure con il mare o l'oceano. Tali impianti sono realizzati spesso in località esotiche o proprietà esclusive e di lusso, e sono utilizzate anche in campo pubblicitario.

## Storia
Le prime vasche a sfioro sarebbero state concepite già nel XV secolo e furono realizzate nella reggia di Versailles in Francia, come ad esempio la fontana del cervo.

## Design
Le piscine infinite sono molto costose e necessitano di notevoli accorgimenti strutturali, meccanici e architettonici; inoltre, dal momento che tali impianti si trovano in luoghi particolari (come, ad esempio, i tetti dei grattacieli), è di fondamentale importanza l'ingegneria strutturale.
Il bordo della piscina infinita termina in una briglia che si trova ad un livello inferiore al pelo dell'acqua (da 1,5 a 6,5 mm). In tal modo l'acqua finisce in una caditoia dove si raccoglie per essere pompata di nuovo nell'invaso.
Il ricircolo continuo induce una leggera corrente di superficie dell'acqua.
La pulizia da impurità superficiali (come foglie, insetti, residui grassi di creme solari) è molto veloce perché la corrente interna spinge le impurità verso la caditoia esterna del lato a sfioro; inoltre, tale lato è privo della valvola di non ritorno in quanto l'acqua fluisce per gravità in una cassa di espansione sottostante. Tra gli aspetti negativi di questo tipo di piscina, oltre al costo di realizzazione (in media, superiore di un terzo rispetto ad una piscina tradizionale), vi è che la sua costruzione è più difficoltosa (e riservata a un terreno stabile). Inoltre, i costi di esercizio sono più alti, perché il debordare dell'acqua comporta una sua maggiore evaporazione, il che comporta, a sua volta, un maggior impegno per mantenere l'acidità necessaria alla balneazione e per compensare la maggiore dispersione di calore.